# 2033
Het jaar 2033 is een jaartal volgens de christelijke jaartelling.

## Gebeurtenissen
- 30 maart: een totale zonsverduistering, die met name boven oostelijk Rusland en Alaska te zien zal zijn.[1]
- 14-15 april: een totale maansverduistering, die boven de Indische Oceaan en onder meer boven grote delen van Azië en zuidoostelijk Afrika te zien zal zijn.[1]
- 7-8 oktober: een totale maansverduistering, die met name boven de Stille Oceaan, westelijk Noord-Amerika en oostelijk Rusland te zien zal zijn.[1]